# 磷酸钴
磷酸钴是一种无机化合物，化学式为Co3(PO4)2。在商业上，它是一种被称作“钴紫”无机颜料。这种材料的薄膜可以催化水的分解。

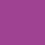
在法国印象派中流行的一小块钴紫

## 制备与结构
混合钴(II)盐溶液和磷酸盐的溶液时，会沉淀出四水合物固体。